# Søren Aabye Kierkegaard
Søren Aabye Kierkegaard (kiejtés: [sző'en óbü kí'kegó], eredeti dán kiejtés: IPA: [ˌsœːɐn ˌɔːby ˈkʰiɐ̯g̊əˌg̊ɒːˀ]  Søren Aabye Kierkegaard) (Koppenhága, 1813. május 5. – Koppenhága, 1855. november 11.) dán filozófus és lutheránus teológus, a 19. század nagy magányos gondolkodója. Részben Viktor Eremita álnéven írt személyes hangvételű irodalmi, világos szemléletű filozófiai és pszichológiai elemzéseket és teológiai írásokat. Keresztény, vallásos nézőpontja, amely saját hitküzdelmeinek a háttere, minden írásában fellelhető. Elemzései az ember létmódjáról a 20. század egzisztencialista filozófiája számára döntő ösztönzést adtak.

## Élete

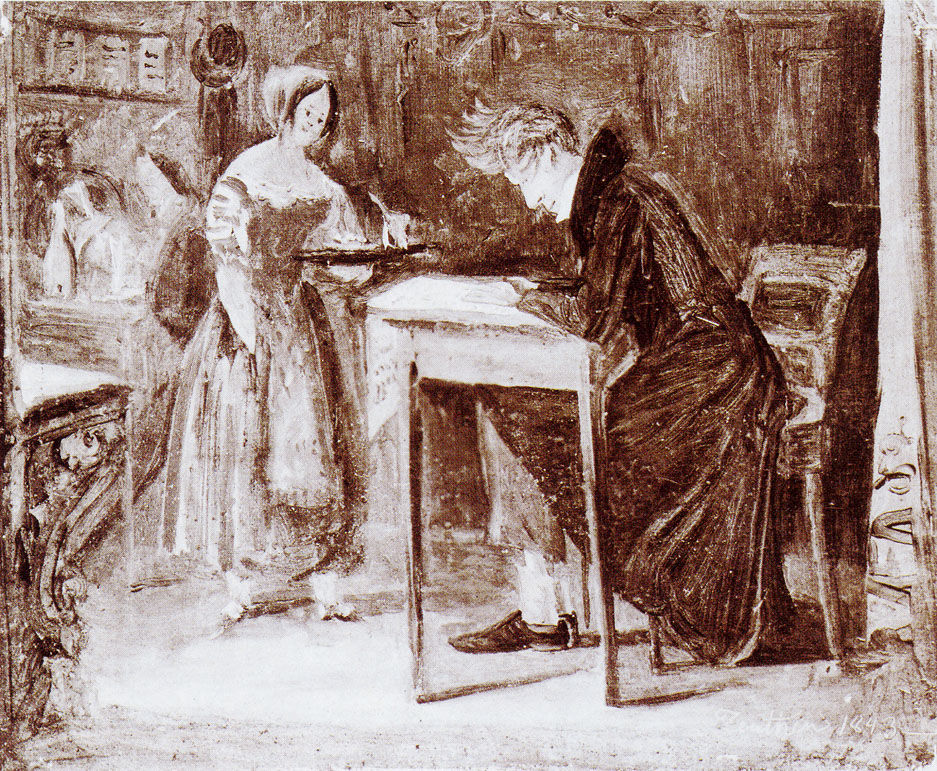
Søren Kierkegaard egy kávéházban (Christian Olavius rajza, 1843)

1813-ban született Koppenhágában, egy jómódú család hetedik gyermekeként. Apja, szegény juhászfiúból lett gazdag kereskedő, gyermekkorában nehéz sors következményeként elfordult a vallástól, Istentől. Amikor már gazdag lett, megbánta tettét, bűnbánatot gyakorolt és búskomorrá vált. (A valóságban egy házasságtörő kapcsolatból született gyermekének halálát fogta fel „Isten büntetéseként”, és innentől kezdve kényszerítette családját is valamiféle bigott vallásos életmódra; fia küzdelmei a kereszténység ellen és később meghasonlása is ennek tudható be.) Kierkegaard gyermekkorára és későbbi életére, munkásságára apja vallási vezeklése nagy hatással volt. Apja szigorú, keresztény nevelésben részesítette és a legjobb iskolákba járatta gyermekeit, Kierkegaardnak lelkészi pályát szánva.
1830-ban beiratkozott a koppenhágai egyetem teológia karára, ahol jobban megismerkedett az irodalommal és a filozófiával is. Időközben kétségei támadtak a lelkészi hivatás választásáról, és félbeszakította tanulmányait. Színházakba, kávéházakba, kocsmákba járt, ahol művészek, írók társaságát kereste.

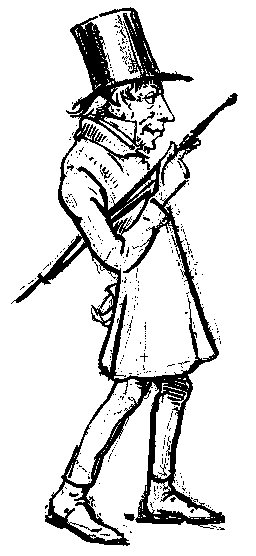
Kierkegaardról készült korabeli karikatúra

1838-ban kiadta első könyvét, Hans Christian Andersen regénye kritikáját. Ezen időkben családját tragédiák sorozata sújtotta: meghalt öt testvére, édesanyja, majd ugyanezen év augusztusában apja is. Kierkegaard mindezeket úgy élte meg, mintha az apja bűnei miatti átok súlya alatt élne.
1840-ben befejezte egyetemi tanulmányait, és egy év múlva doktori címet is szerzett. Disszertációjának címe: Az irónia fogalmáról, állandó tekintettel Szókratészra. Az irónia minden további művében fontos kulcsfogalom lesz.
1837-ben beleszeretett az akkor tizennégy éves Regine Olsenbe, akit 1840-ben eljegyzett. 1841-ben indoklás nélkül fel akarta bontani a jegyességet. De ezt olyan módon tette, hogy Reginének egy képzelt naplót hagyott. Abban olyan szemtelenségeket írt, hogy Reginének nem volt más lehetősége, mint felbontania a jegyességet.[forrás?] A jegyesség felbontása Kierkegaard filozófiájában motívummá vált, újra és újra átértelmezvén azt. Naplóiban arról számol be, hogy fiatalkori szorongásaitól, szomorúságától akarta megóvni a lányt: „Ő tönkrement volna, és alkalmasint tönkretett volna engem is. Én túl nehéz voltam neki, és ő túl könnyű nekem, és mindegyikben oly könnyen megszakadhat az ember”.
1841-ben Berlinbe utazott, hogy Schelling előadásait hallgassa. Az elvárt siker helyett azonban kiábrándult Schellingből, a következőket írta róla: „Schelling elviselhetetlenül fecseg… A potenciákról szóló egész tana a legnagyobb impotenciát árulja el.” De berlini útja mégsem maradt hiábavaló: megismerte Hegel Logikáját és Jogfilozófiáját, ami erős ellenérzést váltott ki belőle. Főleg azt a hegeli tant vetette el, miszerint a világ észszerű és az egyén csupán a szükségszerűség véletlenszerű tényezője. 1842-ben visszatért Koppenhágába, ahol magányosan töltötte a napjait. Nem vállalt állást, saját költségén adta ki könyveit, ami élete végére már teljesen felemésztette családi örökségét. Sok újságcikket jelentetett meg, amelyek „erkölcstelenségük” miatt ellenszenvet és felháborodást keltettek az emberekben. Furcsa kinézetén („Egészen rövid mellső lábaim vannak…”) a bulvársajtó állandóan élcelődött.
1855-ben saját újságot indított A Pillanat címen. Az újságban verseket publikált, és a dániai lutheránus államvallást és az egyházvezetést támadta.
Korai halála után munkásságát szinte teljesen elfelejtették, és csak a 20. század elején fedezték föl újra.

## Munkássága
Kierkegaard életműve két korszakra osztható:

### Első korszak
1841 és 1846 között írta meg nagy művét Vagy–vagy (1843) címmel. Ugyanezen években írta az Ismétlés (1843), Félelem és reszketés; A szorongás fogalma (1844); Filozófiai töredékek (1844); Lezáró tudománytalan utóirat (1846); Szerzői tevékenységemről (1848) című műveit.

### Második korszak
Ezt a szakaszt „teológiai” szakaszként szokás nevezni, többnyire Isten és az ember viszonyát tárgyalja. Ekkor megjelent művek: A halálos betegség (1849); Keresztény nevelés (1850); Önvizsgálat Isten változatlansága (1851); Ítélkezz önmagadon (1852).

## Filozófiája

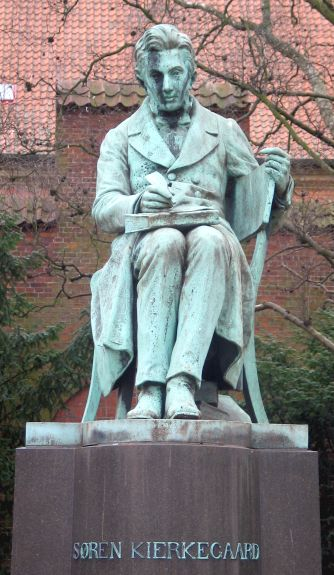
Kierkegaard szobra Koppenhágában

Kierkegaard filozófiájának központi problémája: „Hogyan kerülök kapcsolatba én mint létező szubjektum Istennel?” A kérdés megválaszolásához az egyén konkrét létfeltételeit kell felfogni, azaz meg kell értenünk magunkat a létezésben.
Kierkegaard élesen bírálja Hegel filozófiáját: „Éppen ezért, mert az elvont gondolkodás sub specie aeterni létezik (az örökkévalóság nézőpontját érvényesíti), eltekint a konkréttól, az időbeliségtől, a lét keletkezésétől, a létezők bajaitól…”
A filozófiai bizonyság középpontjába az ember kell hogy kerüljön. Ez olyan további kérdések megvizsgálására van utalva, mint például „Mi az ember?” Kierkegaard a következő lehetséges választ adta: „Az ember: szintézis; a végtelenség és a végesség, az időbeliség és az örökkévalóság, a szabadság és a szükségszerűség szintézise. A szintézis a kettő közötti viszony. Az emberi élet nem adottság, hanem feladat, amit meg kell oldani.”

### Kierkegaard filozófiájának kulcsfogalmai

#### A bűn
Kierkegaard különbséget tesz a bűn szókratészi és keresztény definíciója között: Szókratész értelmezésében a bűn tudatlanság. A kereszténység kimutatja: Szókratész definíciója elégtelen, amikor arra kérdez rá, hogy az ember a kezdetektől fogva ismerheti-e az igazságot, vagy csak később ismeri meg. Nem beszélhetünk bűnről tudás nélkül – írja Kierkegaard -: a bűn akkor keletkezik, amikor az ember már meglévő tudását valami elhomályosítja. A bűn tehát elsősorban nem a tudásban, hanem az akaratban rejlik. A bűn ellentéte a hit.

#### Én
Az „én” viszony, mégpedig az a viszony, ahogyan magunkhoz viszonyulunk.
Az ember testből és lélekből tevődik össze. Mindkettő az idő és térbeliség szférájában létezik, és a természet szükségszerűségének vannak alávetve. A kettejük viszonya azonban a szabadság, a végtelen szférájába tartozik. Elemei halandók, viszonyuk azonban halhatatlan.
Az ember tehát egy negatív, halandó (test) és egy pozitív halhatatlan részből (lélek) áll, ami a kettejük közti viszony. Az emberben kapcsolat van a földi mulandó és az örök között. Ezt fejezi ki az, ahogy a viszony önmagához viszonyul. Ez az ember én-je vagy más néven szelleme. Az én csak Istentől függ.

#### Kétségbeesés
Kierkegaard szerint a kétségbeesés az egész lényünket átfogó „halálos betegség”, és az örök tudatunkból, azaz a szellemünkből fakad. Az ember saját szintézisét félreérti és saját énjét tudattalanul vagy tudatosan elhibázza: az ember nem tudja vagy nem akarja Én-jét megvalósítani.
Amikor a kétségbeesés az ember Isten-eszméjével együtt létezik, bűnné válik. Az ember nincs bizalommal és hittel Isten iránt, ami a kétségbeesés határozott folyománya.

### Művei időrendben
A *-gal jelölt művek jelentek meg, illetve vannak tervben teljes terjedelmükben magyar nyelven (részletesen lásd alul a megjelent műveknél a kiadásokat és időpontokat)
- 1838 – Egy még élő ember írásaiból. Akarata ellenére kiadva*
- 1841 – Az irónia fogalmáról, állandó tekintettel Szókratészra*
- 1843 – Vagy–vagy, Victor Eremita kiadásában*
- 1843 – Két épületes beszéd*
- 1843 – Az ismétlés*
- 1843 – Félelem és reszketés*
- 1843 – Három épületes beszéd*
- 1843 – Négy épületes beszéd*
- 1844 – Két épületes beszéd*
- 1844 – Három épületes beszéd*
- 1844 – Filozófiai morzsák, S. Kierkegaard kiadásában*
- 1844 – A szorongás fogalma*
- 1844 – Előszó (Nicolaus Notabene)*
- 1844 – Négy épületes beszéd*
- 1845 – Három beszéd elképzelt alkalmakra.
- 1845 – Stádiumok az élet útján, Hilarius Bogdinder kiadásában*
- 1846 – Lezáró tudománytalan utóirat a Filozófiai morzsákhoz, S. Kierkegaard kiadásában*
- 1846 – Egy irodalmi jelentés
- 1847 – Épületes beszédek különböző szellemben
- 1847 – A szeretet cselekedetei*
- 1848 – Építő keresztény beszédek*
- 1849 – A mezők lilioma, az ég madarai
- 1849 – H. H., két etikai-vallásos dolgozat
- 1849 – A halálos betegség, A. Kierkegaard kiadásában*
- 1849 – „A főpap” – „A vámos” – „A bűnös nő” – Három beszéd a pénteki Úrvacsorára
- 1850 – A keresztény hit iskolája, S. Kierkegaard kiadásában*
- 1850 – Egy épületes beszéd
- 1851 – Szerzői tevékenységemről*
- 1851 – Két beszéd a pénteki Úrvacsorára
- 1851 – Önvizsgálat. A kortársaknak ajánlva*
- 1855 – Ezt kell elmondani; mondassék hát el. Pillanatok 1-10. szám

Posztumusz megjelenve:
- 1859 – Szempontok szerzői tevékenységemhez. Őszinte közlés, Jelentés a történelemhez*
- 1876 – Ítéljétek meg magatok. Önvizsgálathoz a jelennek ajánlva

## Magyarul megjelent művei, a megjelenés időrendjében
- Önvizsgálat, ajánlva a kortársaknak; ford. Szeberényi Lajos Zsigmond; Evangélikus Egyházi Könyvkereskedés, Békéscsaba, 1929 (Protestáns kulturkönyvtár) – második kiadásː Isten változatlansága művével együtt; Új Mandátum, Bp., 1993
- Isten változatlansága; ford. Szeberényi Lajos Zsigmond; Evangélikus Egyházi Könyvkereskedés, Békéscsaba, 1929 (Protestáns kulturkönyvtár) – második kiadásː Önvizsgálat, ajánlva a kortársaknak művével együtt; Új Mandátum, Bp., 1993
- Sören Kierkegaard című fejezet {részleteket tartalmaz a következő művekből: Önmagáról. ford. Brandenstein Béla / A szubjektívvé válás. ford. Zoltai Dénes / A szorongás fogalma. ford. Zoltai Dénes / A három stádium. ford. Nagy Géza / Az esztétikai stádium. ford. Redl Károly / Az etikai stádium. ford. Zoltai Dénes / A vallási stádium. ford. Nagy Géza / A művészetről. ford. Zoltai Dénes / Don Juan – az érzéki zsenialitás mint csábítás. ford. Zoltai Dénes} (in: Köpeczi Béla (szerk.): Az egzisztencializmus. Bp.: Gondolat, 1965) (második kiadás: 1966, harmadik kiadás: 1972, negyedik kiadás: 1984)
- Sören Kierkegard írásaiból; vál., bev., jegyz. Suki Béla, ford. Dani Tivadar, Valaczkai László, Veress Miklós; Gondolat, Bp., 1969 (Gondolkodók {válogatás a következő művekből: Az irónia fogalmáról, állandó tekintettel Szókratészra ford. Valaczkai László / Vagy–vagy ford. Dani Tivadar / Az ismétlés ford. Valaczkai László / Félelem és rettegés ford. Dani Tivadar és Veress Miklós / A szorongás fogalma ford. Dani Tivadar / Lezáró tudományatlan utóirat a filozófiai töredékekhez ford. Valaczaki László}; második kiadás: 1982; harmadik kiadás: 1994
- Mozart Don Juanja. {Kierkegaard: "Vagy–vagy" című kötetének egy fejezete}; ford. Lontay László, jegyz. Szabó Ede; Helikon, Bp., 1972 (második kiadás: Bp.: Európa, 1993)
- Vagy–vagy; ford., jegyz. Dani Tivadar, utószó Heller Ágnes; Gondolat, Bp., 1978 (Etikai gondolkodók); második kiadás: Bp.: Osiris-Századvég, 1994; harmadik kiadás: Bp.: Osiris, 2001; negyedik kiadás: {Sören Kierkegaard-életműsorozat 7. kötet} Pécs: Jelenkor (tervezett megjelenés)
- Félelem és reszketés; ford., jegyz. Rácz Péter, utószó Balassa Péter; Európa, Bp., 1987; második kiadás: Bp.: Göncöl, 2004; harmadik kiadás: {Sören Kierkegaard-életműsorozat 5. kötet} Pécs: Jelenkor, 2014
- Kierkegaard-kabaré. Irodalmi összeállítás Sören Kierkegaard műveiből; összeáll. Wladimir Herman, szerk. Kúnos László, ford. Dani Tivadar, Kúnos László, Lontay László; Budapesti Kamaraszínház–Fekete Sas, Bp., 1992
- Az ismétlés; ford., jegyz., utószó Gyenge Zoltán; Ictus, Szeged, 1993 (második kiadás: Bp.: L'Harmattan, 2008; harmadik kiadás: {Sören Kierkegaard-életműsorozat 5. kötet} Pécs: Jelenkor, 2014)
- A szorongás fogalma; ford., utószó Rácz Péter; Göncöl, Bp., 1993 (második kiadás: {Sören Kierkegaard-életműsorozat 5. kötet} Pécs: Jelenkor, 2014)
- A halálos betegség; ford. Rácz Péter; Göncöl, Bp., 1993
- Önvizsgálat. Ajánlva a kortársaknak / Isten változatlansága; Új Mandátum, Bp., 1993 (Emberhalász könyvek)
- Építő keresztény beszédek; vál., előszó Kocziszky Éva, ford. Bohács Zoltán, Molnár Anna; Hermeneutikai Kutatóközpont, Bp., 1995 (Hermeneutikai füzetek); második kiadás: Fabiny Tibor, Bp., 2012
- Filozófiai morzsák; ford. Hidas Zoltán; Göncöl, Bp., 1997 (második kiadás: {Sören Kierkegaard-életműsorozat 5. kötet} Pécs: Jelenkor, 2014)
- A keresztény hit iskolája (ford., jegyz. Hidas Zoltán), Atlantisz Könyvkiadó, Budapest, 1998 (A kútnál), ISBN 9637978933
- Szerzői tevékenységemről; szerk., utószót Gulyás Gábor, ford., jegyz. Hidas Zoltán; Latin Betűk, Debrecen, 2000 (második kiadás: {Sören Kierkegaard-életműsorozat 8. kötet} Pécs: Jelenkor, tervezett megjelenés)
- Berlini töredék. Jegyzetek Schelling 1841/42-es előadásairól; ford. Gyenge Zoltán; Osiris–Gond-Cura Alapítvány, Bp., 2001 (Horror metaphysicae)
- A csábító naplója. Mesék az emberi szívről; vál., ford., utószó Angelisz Irini; Kassák, Szada, 2004 (Bölcsességek kincsestára) {részletek Kierkegaard: „Vagy–vagy” című kötetéből}; második kiadás: Helikon Zsebkönyvek, Budapest: Helikon, 2015
- Egy még élő ember írásaiból / Az irónia fogalmáról; ford. Soós Anita, Miszoglád Gábor; Jelenkor, Pécs, 2004 (Søren Kierkegaard művei) {Sören Kierkegaard-életműsorozat 1. kötet}
- Naplójegyzetek AA-DD; ford. Soós Anita; Jelenkor, Pécs, 2006 (Søren Kierkegaard művei) {Sören Kierkegaard-életműsorozat 2. kötet}
- Stádiumok az élet útján; ford. Soós Anita; Jelenkor, Pécs, 2009 (Søren Kierkegaard művei) {Sören Kierkegaard-életműsorozat 3. kötet}
- Imák; ford. Kerekes Mónika, szerk., előszó Sáli Erika; Koinónia, Kolozsvár, 2011
- A halál filozófiai megszólításai. Sören Kierkegaard, Max Scheler, Georg Simmel, Miguel de Unamuno írásai a halálról; ford., utószó Csejtei Dezső és Juhász Anikó; L'Harmattan, Bp., 2011
- Épületes beszédek; ford. Soós Anita; Jelenkor, Pécs, 2011 (Søren Kierkegaard művei) {Sören Kierkegaard-életműsorozat 4. kötet}
- Előszó. {Sören Kierkegaard-életműsorozat 5. kötet} Pécs: Jelenkor, 2014
- A jelenkor kritikája; ford. Szabó Csaba, utószó, jegyz. Gyenge Zoltán; L'Harmattan, Bp., 2015
- Utóirat; ford. Rokay Zoltán; Lux Color Print–Szulik Alapítvány, Óbecse, 2016
- Vagy-vagy; ford., jegyz.  Dani Tivadar; 4. jav. kiad.; Osiris, Bp., 2019 (Osiris társadalomtudományi könyvtár)
- Lezáró tudománytalan utóirat a Filozófiai morzsákhoz {Sören Kierkegaard-életműsorozat 6. kötet} Pécs: Jelenkor, tervezett megjelenés
- Szempontok a Szerzői tevékenységemhez {Sören Kierkegaard-életműsorozat 8. kötet} Pécs: Jelenkor, tervezett megjelenés
- A szeretet cselekedetei. {Sören Kierkegaard-életműsorozat 9. kötet} Pécs: Jelenkor, tervezett megjelenés
- Naplójegyzetek EE-??. {Sören Kierkegaard-életműsorozat 10. kötet} Pécs: Jelenkor, tervezett megjelenés

## Róla szóló, magyar nyelvű önálló kötetek
- Bartha Judit: A szerző árnyképe. Romantikus költőmítosz Kierkegaard és E. T. A. Hoffmann alkotásesztétikájában. Bp.: L'Harmattan, 2008
- Bjerck-Amundsen, Petter: Soren Kierkegaard kezdőknek - Avagy hogyan is taníthatjuk Kierkegaardot középiskolás fokon - egy dán irodalomtanár ajánlata. Budapest, Közlekedési Dokumentációs Vállalat, 2010. (Ághegy könyvek)
- Brandenstein Béla: Kierkegaard. Bp.: Franklin, 1934. (második kiadás: Bp.: Kariosz, 2005)
- Csejtei Dezső: A halál filozófiai megszólításai. Sören Kierkegaard, Max Scheler, Georg Simmel, Miguel de Unamuno írásai a halálról. Bp.: L'Harmattan, 2011
- Csejtei Dezső: Filozófiai etűdök a végességre. Schopenhauer, Kierkegaard és Nietzsche a halálról; Veszprémi Humán Tudományokért Alapítvány, Veszprém, 2001 (Carmen saeculare)
- Csejtei Dezső: Filozófiai metszetek a halálról – a halál metamorfózisai a 19–20. századi élet- és egzisztenciálfilozófiákban. Gödöllő: Attraktor, 2002 (bővített kiadása az előző kötetnek)
- Czakó István: Hit és egzisztencia – tanulmány Sören Kierkegaard hitfelfogásáról. Bp.: L'Harmattan, 2001
- Dévény István: Sören Kierkegaard. Gödöllő: Attraktor, 2003
- Gyenge Zoltán: Az egzisztencializmus évszázada. Veszprém: Veszprém Humán Tudományokért Alapítvány, 2001
- Gyenge Zoltán: Kierkegaard élete és filozófiája. Máriabesnyő-Gödöllő: Attraktor, 2007
- Gyenge Zoltán: Kierkegaard és a német idealizmus. Szeged: Ictus, 1996
- Gyenge Zoltán: Kép és mítosz – A mitológia esztétikája. Képfilozófiák-sorozat; Budapest: Typotex, 2014
- Gyenge Zoltán: Zarathustra és Viktor Eremita. Esszék és tanulmányok. Veszprém: Veszprém Humán Tudományokért Alapítvány, 2006
- Gyenge Zoltán (szerk.): Soren Kierkegaard: A jelenkor kritikája. (Budapest: L'Harmattan, 2015)
- Harkai Vass Éva: Tolsztoj és Kierkegaard Berlinben. Újvidék: Forum, 2007
- Joakim Garff: SAK – Soren Aabye Kierkegaard. Pécs: Jelenkor, 2004
- Joós Ernő: Isten és lét. Körséta Heidegger, Kierkegaard, Nietzsche és más filozófusok társaságában. Sárvár: Sylvester János Könyvtár, 1991 (második kiadás: 1994)
- Koncz Sándor: Kierkegaard és a világháború utáni teológia (Tanulmányok a rendszeres theológia és segédtudományai köréből 3. kötet; a Debreceni M. Kir. Tisza István-Tudományegyetem Rendszeres Theológiai Szemináriumából) Miskolc: szerzői kiadás, 1938
- Nagy András: Az árnyjátékos. Sören Kierkegaard irodalomtörténet, eszmetörténet és hatástörténet metszéspontjain. Bp.: L'Harmattan, 2011
- Nagy András: Főbenjárás – Mahler, Lukács, Kierkegaard – esszékötet. Bp.: Fekete Sas, 1998
- Nagy András: A csábító naplója – Kierkegaard {színdarab} (in: Színház 1992/június melléklet, kötetben: u. ö.: Drámák) Bp.: Prológus, 1992
- Nagy András (szerk.): Kierkegaard Budapesten. Bp.: Fekete Sas, 1994
- Nigg, Walter: Sören Kierkegaard – a költő, vezeklő és gondolkodó. Bp.: Kariosz, 2007
- Pasqualetti Zsófia: A démon hallgatása. Gondolatok Kierkegaard rajzaihoz. Bp.: Kamaraszínház–Fekete Sas, 1993
- Petter Bjerck-Amundsen: Kierkegaard kezdőknek. Bp.: Ághegy Könyvek–Közdok, 2009
- Püsök Sarolta: Kierkegaard teológiájának súlypontjai. Kolozsvár: Bolyai Társaság–Egyetemi Műhely Kiadó, 2010
- Rozsnyai Ervin: Filozófiai arcképek – Descartes, Vico, Kierkegaard. {Elvek és Utak-sorozat} Bp.: Magvető, 1970
- Rugási Gyula: A pillanat foglya. Bp.: Gond–Cura–Palatinus, 2002
- Soós Anita: "Ha egy arcot sokáig figyelmesen szemlélünk..." – Irónia mint elmélet és gyakorlat Soren Kierkegaard álneves írásaiban {HASS} Bp.: Argumentum, 2002
- Suki Béla: Sören Kierkegaard írásaiból – bevezetés. Bp.: Gondolat: 1969 (második kiadás: 1982, harmadik kiadás: 1994)
- Szeberényi Lajos Zsigmond: Kierkegaard élete és munkássága (1813–1855). {Protestáns Kultúrkönyvtár} Békéscsaba: Ev. Egyházi Könyvkereskedés, 1937
- Széles László: Kierkegaard gondolkodásának alapvonalai. Bp.: Sárkány Nyomda, 1933
- Szigeti József: Útban a valóság felé. Tanulmányok. Bp.: Hungária, 1948
- Tavaszy Sándor: A lét és valóság. Az exisztenciálizmus filozófiáinak alapproblémái. Cluj-Kolozsvár: Erdély Muzeum-Egyesület, 1933 (második kiadás: in: u. ö.: Válogatott filozófiai írások. Szeged: Pro Philosophia, 1999)
- Tavaszy Sándor: Kierkegaard személyisége és gondolkodása. Kolozsvár: Erdélyi Múzeum-Egyesület, 1930
- Thiel Katalin: Maszkjáték – Hamvas Béla Kierkegaard és Nietzsche tükrében. Veszprém: Veszprémi Humán Tudományokért Alapítvány, 2002
- Vajta Vilmos: Hit és élet összecsengése: Kierkegard [!] – Ordass Lajos tolmácsolásában. Keszthely: Ordass Lajos Baráti Kör, Keresztyén Igazság – Új folyam füzetei, 1990
- Vladimir Herman (szerk.): Kierkegaard-kabaré. Bp.: Fekete Sas, 1992
- A megfordult világ. (Pszeudo Kierkegaard. Ismeretlen kézirat. Közreadja: Gyenge Zoltán) Pozsony: Kalligram, 2012[4]
- Soren Kierkegaard, 1813–2013; szerk. Gyenge Zoltán; L'Harmattan, Bp., 2014
- Farkas Szilárd: Soren Aabye Kierkegaard magyar nyelvű recepciója az 1930-as években; Pannon Írók Társasága, Zalaegerszeg, 2015 (Pannon tükör könyvek)
- Kővári Sarolta–Soóky Krisztina–Weiss János: A szubjektum labirintusai; Áron, Bp., 2016
- Nagy András: Az inkognitó lovagja. Kierkegaard-tanulmányok; Institute of Advanced Studies, Kőszeg, 2021

## Más, nagyobb kötetekben
- Bolberitz Pál – Nyíri Tamás – Turay Alfréd: A filozófia. Lényege, alapproblémái és ágai. Budapest: Szent istván Társulat, 1980 (sok kiadás: 1981, 1992, 1993, 1999)
- Gyenge Zoltán: Hegel és Kierkegaard. In: Fehér Ferenc, Kardos András, Radnóti Sándor (szerk.) Majdnem nem lehet másként. Tanulmányok Vajda Mihály 60. Születésnapjára. Bp.: Cserépfalvi, 1995, 190–198. o.
- Márkus György-Tordai Zádor: Irányzatok a mai polgári filozófiában. Bp.: Gondolat, 1964
- SH Atlasz Filozófia ISBN 963-85962-3-6
- Sziklai László: Kierkegaard. In: 33 Híres bölcseleti mű. Bp.: Móra Kiadó, 1995 ISBN 963-11-7278-3
- Tavaszy Sándor: A lét és valóság. Az exisztenciálizmus filozófiájának alapproblémái. Cluj-Kolozsvár: Erdélyi Muzeum-Egyesület, 1933